# Atracis fasciata
Atracis fasciata är en insektsart som först beskrevs av Walker 1870.  Atracis fasciata ingår i släktet Atracis och familjen Flatidae. Inga underarter finns listade i Catalogue of Life.